# Pi Mensae
π Mensae (Pi Mensae, π Men), auch als HD 39091 bekannt, ist ein ca. 60 Lichtjahre entfernter Stern mit einer scheinbaren Helligkeit von 5,7 mag.

## Substellare Begleiter
Der Stern wird von einem substellaren Objekt mit der systematischen Bezeichnung Pi Mensae b oder HD 39091 b umrundet, bei dem es sich um einen Exoplaneten handeln könnte. Es wurde mit Hilfe der Radialgeschwindigkeitsmethode entdeckt (Butler et al., 2001) und hat eine Umlaufperiode von 5,7 Jahren. Der Orbit hat eine große Halbachse von ca. 3,1 AE mit einer Exzentrizität von 0,64. Die Mindestmasse M·sin(i) des Objektes beträgt 10 Jupitermassen. Solange die Bahnneigung gegenüber der Sichtlinie nicht bekannt ist, kann es sich um einen Braunen Zwerg oder um einen Exoplaneten handeln. Eine 2020 veröffentlichte Studie nennt eine Masse von 14,1 Jupitermassen, mit dieser Masse ist das Objekt ein Brauner Zwerg.
Im Jahre 2018 wurde die Entdeckung des Planeten Pi Mensae c bekanntgegeben. Seine Umlaufperiode beträgt rund 6,27 Tage und seine Masse etwa 5 Erdmassen. Er war zusammen mit LHS 3844 b der erste Exoplanet, der mithilfe der Daten des Weltraumteleskops TESS entdeckt wurde.
Im Jahre 2022 wurde die Entdeckung des Planeten Pi Mensae d mit der Radialgeschwindigkeitsmethode bekanntgegeben. Seine Umlaufperiode beträgt rund 135 Tage und seine Masse etwa 13,55 Erdmassen.